# Касаткін Борис Сергійович
Бори́с Сергі́йович Каса́ткін (рос. Борис Сергеевич Касаткин; 1 листопада 1919, Томськ — 5 липня 1993, Київ) — український радянський вчений у галузі матеріалознавства і зварювання, доктор технічних наук (з 6 жовтня 1962 року), професор (з 23 жовтня 1963 року), член-кореспондент АН УРСР (з 2 квітня 1976 року).

## Біографія
Народився 1 листопада 1919 року у Томську. Росіянин. У 1944 році закінчив Уральський політехнічний інститут. З 1945 року працював в Інституті електрозварювання імені Є. О. Патона АН УРСР. Член КПРС з 1953 року.

Могила Бориса Касаткіна та його родини

Після Чорнобильської катастрофи, незважаючи на виявлений рак легенів, разом з колегами за два дні провів ремонт дефектних засувів на блоках ЧАЕС за умов значно підвищеного радіаційного фону.
Жив в Києві по вулиці Анрі Барбюса, 22/26, квартира 111. Помер на 74-му році життя 5 липня 1993 року. Похований в Києві на Байковому кладовищі (ділянка № 49а, 50°25′1.36″ пн. ш. 30°30′5.14″ сх. д. / 50.4170444° пн. ш. 30.5014278° сх. д.), разом з родиною — зокрема, доктором технічних наук Олегом Касаткіним (1935—2023).

## Наукова діяльність
Основні праці з питань тонкої структури, мікромеханізму деформування і руйнування металів і полімерів, розробки зварювальних матеріалів, технології зварювання сталей, нових марок сталі для зварних конструкцій, вивчення зварюваності різних сталей і фізико-механічних властивостей зварних з'єднань тощо.

## Відзнаки
Нагороджений орденами Трудового Червоного Прапора, «Знак Пошани», медалями.
Лауреат премії імені Є. О. Патона АН УРСР (за 1975 рік); Державної премії УРСР в галузі науки і техніки (за 1979 рік; за створення серії парових турбін одиничною потужністю 500000 кВт (типу К-500-65/3000) для атомних електростанцій), співавтори Брюханов Віктор Петрович, Вірченко Михайло Антонович, Герман Самуїл Йосипович, Капінос Василь Максимович, Косяк Юрій Федорович, Назаров Ігор Костянтинович, Панков Ігор Іванович, Рудковський Арій Федорович, Сухінін Віктор Павлович.